# Ride It (Regard)
Ride It  è un singolo del DJ kosovaro Regard, pubblicato il 26 luglio 2019.

## Descrizione
Si tratta di una cover della canzone omonima del cantante britannico Jay Sean, che fu originariamente pubblicata nel 2008. Contiene inoltre un campionamento di Bad Boys Cry, brano del 2013 del produttore Mark Lower.

## Tracce
Testi e musiche di Jay Sean e Alan Sampson.
Download digitale, streaming
1. Ride It – 2:37

Download digitale, streaming – Jonas Blue Remix
1. Ride It (Jonas Blue Remix) – 3:02

Download digitale, streaming – Franky Wah Sunset Mix
1. Ride It (Franky Wah Sunset Mix) – 4:24

Download digitale, streaming – Remixes
1. Ride It (Jonas Blue Remix) – 3:02
2. Ride It (Franky Wah Sunset Mix) – 4:24
3. Ride It (David Puentez Remix) – 2:38
4. Ride It (Dimitri Vegas & Like Mike e Quintino Remix) – 2:57

## Formazione
Musicisti
- Daniel Pearce – voce
- Regard – strumentazione
- Hal Ritson – cori, programmazione
- Dipesh Parmar – programmazione
- Richard Adlam – programmazione

Produzione
- Regard – produzione
- Sam Lowe – produzione esecutiva
- Cass Irvine – mastering

## Successo commerciale
Dopo il debutto alla 69ª posizione nella settimana del 29 agosto 2019 con 6 274 unità di vendita, Ride It ha raggiunto la 2ª posizione della classifica dei singoli britannica nella sua settima settimana di permanenza grazie a 42 653 vendite, rimanendo bloccato da Dance Monkey di Tones and I. In Irlanda, invece, ha raggiunto la vetta della classifica nazionale, divenendo il primo singolo del disc jockey ad eseguire tale risultato.

## Classifiche

### Classifiche settimanali
| Classifica (2019-23) | Posizione massima |
| -------------------- | ----------------- |
| Australia            | 3                 |
| Austria              | 5                 |
| Belgio (Fiandre)     | 2                 |
| Belgio (Vallonia)    | 3                 |
| Bielorussia          | 99                |
| Bulgaria             | 3                 |
| Canada               | 29                |
| Croazia              | 2                 |
| Danimarca            | 6                 |
| Estonia              | 3                 |
| Finlandia            | 6                 |
| Francia              | 13                |
| Germania             | 4                 |
| Grecia               | 9                 |
| Irlanda              | 1                 |
| Islanda              | 10                |
| Italia               | 50                |
| Lettonia             | 5                 |
| Lussemburgo          | 2                 |
| Lituania             | 7                 |
| Moldavia             | 1                 |
| Norvegia             | 23                |
| Nuova Zelanda        | 8                 |
| Paesi Bassi          | 9                 |
| Polonia              | 2                 |
| Portogallo           | 52                |
| Regno Unito          | 2                 |
| Repubblica Ceca      | 8                 |
| Romania              | 16                |
| Russia               | 3                 |
| Slovacchia           | 6                 |
| Slovenia             | 2                 |
| Spagna               | 94                |
| Stati Uniti          | 62                |
| Svezia               | 25                |
| Svizzera             | 2                 |
| Ucraina              | 38                |
| Ungheria             | 9                 |

### Classifiche di fine anno
| Classifica (2019) | Posizione |
| ----------------- | --------- |
| Australia         | 49        |
| Belgio (Fiandre)  | 51        |
| Danimarca         | 56        |
| Francia           | 165       |
| Germania          | 74        |
| Irlanda           | 31        |
| Lettonia          | 61        |
| Paesi Bassi       | 96        |
| Polonia           | 68        |
| Regno Unito       | 38        |
| Russia            | 70        |
| Svizzera          | 63        |
| Ungheria          | 56        |
| Classifica (2020) | Posizione |
| Australia         | 18        |
| Austria           | 15        |
| Belgio (Fiandre)  | 9         |
| Belgio (Vallonia) | 10        |
| Canada            | 42        |
| Croazia           | 5         |
| Danimarca         | 42        |
| Francia           | 21        |
| Germania          | 9         |
| Irlanda           | 37        |
| Islanda           | 27        |
| Italia            | 64        |
| Nuova Zelanda     | 31        |
| Paesi Bassi       | 27        |
| Polonia           | 80        |
| Portogallo        | 77        |
| Regno Unito       | 38        |
| Romania           | 69        |
| Russia            | 25        |
| Slovenia          | 4         |
| Svizzera          | 8         |
| Ungheria          | 8         |
| Classifica (2021) | Posizione |
| Australia         | 90        |
| Francia           | 102       |
| Portogallo        | 141       |
| Russia            | 107       |
| Svizzera          | 65        |
| Classifica (2023) | Posizione |
| Moldavia          | 21        |
| Ucraina           | 74        |
| Classifica (2024) | Posizione |
| Ucraina           | 68        |

### Classifiche di fine decennio
| Classifica (2020-29) | Posizione |
| -------------------- | --------- |
| Bielorussia          | 46        |
| Russia               | 114       |
| Ucraina              | 132       |